# UKW (groupe)
Pour les articles homonymes, voir UKW.
UKW est un groupe allemand de Neue Deutsche Welle, actif entre 1979 et 1983.

## Histoire
Peter Hubert étudie la contrebasse à la HDK de Berlin. Il s'est fait remarquer pour la première fois musicalement en 1979 en tant que membre du groupe Mighty Little and the Earthshakers. Fin 1979, il forme le groupe UKW avec Andreas Schwarz-Ruszczynski et Andreas Koch. Les bassistes et batteurs changent plusieurs fois, ce n'est qu'en février 1981 que la formation définitive est trouvée avec Peer Gerlach et Thomas Schütze. En 1981, UKW remporte avec 9 autres groupes le concours de rock du Sénat de Berlin parmi 280 groupes de jeunes talents. En guise de récompense, UKW produit un single (Bleib doch bei mir) qui sort en décembre 1981. Le single s'est bien vendu et UKW commence à enregistrer son premier album début 1982, après avoir trouvé une maison de disques, Teldec. Le LP s'intitule Ultrakurzwelle,.
Sommersprossen sort comme premier single et est rapidement un succès. De nombreuses apparitions télévisées  suivent (par exemple ZDF-Hitparade Platz 1 en juillet 1982 et Bio's Bahnhof), la ZDF diffuse un enregistrement en direct de UKW dans le cadre d'une émission Rockpop in Concert. Le single suivant Ich will est également un succès (en décembre 1982, deuxième place au hitparade de la ZDF), UKW devient l'un des groupes les plus populaires de la Neue Deutsche Welle auprès des fans. UKW remporte le Goldener NDW-Sonder-Otto 1982 de Bravo.
Début 1983, le groupe enregistre son deuxième album Alles klar. Il est produit de manière beaucoup plus élaborée qu'Ultrakurzwelle. L'album sort en avril 1983, après un avant-goût du LP avec Hey Matrosen (troisième place au Hitparade de la ZDF en juillet 1983). Après la sortie de Alles klar, le groupe part pour une tournée d'un mois en Allemagne. En été 1983, Peer Gerlach quitte UKW. Il est remplacé, mais après une apparition au Funkausstellung de Berlin en septembre 1983, UKW annonce sa séparation. Peter Hubert se lance alors dans une carrière solo et sort un single (Jetzt oder nie). Andreas Schwarz-Ruszczynski fait encore un tube avec le groupe The Other Ones en 1987 (Holiday) et participe à l'album The Breathtaking Blue d'Alphaville en 1989 en tant que musicien de studio. Andreas Koch rejoint le groupe de Kim Merz.
Dans les années 1990, Peter Hubert est le seul ex-membre d'UKW dont on entend encore parler. D'une part, il maintient en vie les chansons d'UKW sous forme de concerts de revival NDW, et d'autre part, il est actif en tant qu'éditeur de musique et s'occupe entre autres des titres du groupe dancefloor Sash!, qui connait un succès mondial avec environ 12 millions de CD vendus. Divers titres FM sont réédités en version techno dans les années 1990. Sous le nom d'artiste « Huppertz », Peter Hubert publie l'EP So verliebt en 1996, le single Deutschland Allergie en 2004 et le single Du bist die Goldreserve en 2012.

## Discographie
- 1981 : Bleib doch bei mir (single, Berlin Rock News)
- 1982 : Ultrakurzwelle (LP, Telefunken)  (25e place des charts allemands[3])
- 1982 : Sommersprossen (single, Telefunken) (5e place des charts allemands[3], 7e place des charts suisses[5]
- 1982 : Tanzen geh’n (flexi promo, Telefunken)
- 1982 : Ich will! (single, Telefunken) (13e place des charts allemands[3])
- 1983 : Hey Matrosen (single, Teldec) (67e place des charts allemands[3])
- 1983 : Alles klar (LP, Teldec)
- 1996 : UKW – Das Beste (CD promo, Pudel)